# ایتامپولو
ایتامپولو (به لاتین: Itampolo) یک منطقهٔ مسکونی در ماداگاسکار است که در آمپانیی واقع شده‌است. ایتامپولو ۳۲٬۰۰۰ نفر جمعیت دارد و ۱۹ متر بالاتر از سطح دریا واقع شده‌است.